# Suncoast Estates (Florida)
Suncoast Estates es un lugar designado por el censo ubicado en el condado de Lee en el estado estadounidense de Florida. En el Censo de 2010 tenía una población de 4.384 habitantes y una densidad poblacional de 619,35 personas por km².

## Geografía
Suncoast Estates se encuentra ubicado en las coordenadas 26°42′40″N 81°52′8″O / 26.71111, -81.86889. Según la Oficina del Censo de los Estados Unidos, Suncoast Estates tiene una superficie total de 7.08 km², de la cual 7.05 km² corresponden a tierra firme y (0.44%) 0.03 km² es agua.

## Demografía
Según el censo de 2010, había 4.384 personas residiendo en Suncoast Estates. La densidad de población era de 619,35 hab./km². De los 4.384 habitantes, Suncoast Estates estaba compuesto por el 92.27% blancos, el 0.94% eran afroamericanos, el 0.46% eran amerindios, el 0.48% eran asiáticos, el 0.16% eran isleños del Pacífico, el 3.1% eran de otras razas y el 2.6% pertenecían a dos o más razas. Del total de la población el 10.1% eran hispanos o latinos de cualquier raza.